# Ньянга (национальный парк)
Национальный парк Ньянга (англ. Nyanga National Park) — национальный парк  на севере Восточного нагорья Зимбабве. Один из первых национальных парков, объявленных в стране, он включает в себя самые высокие земли в Зимбабве, с зелеными холмами и непересыхающими реками. Большая часть его рельефа состоит из холмистых низин, иногда слегка лесистых, лежащих на высоте от 1800 до 2593 метров (6560–7544 футов). Гора Иньянгани, самая высокая точка в Зимбабве, находится в центре парка, а водопады Мутарази, самый высокий водопад Зимбабве, находятся на юге парка. Национальный парк Ньянга включает в себя бывший национальный парк водопадов Мутарази на своей южной границе.

## История парка

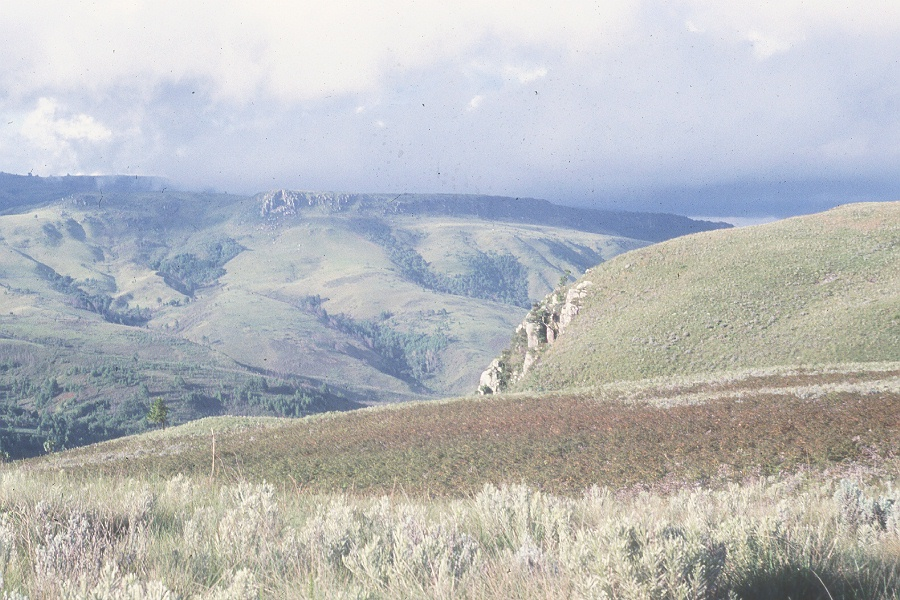
Грозовые тучи над территорией Кварагуза, приобретенной парком в конце 1990-х годов.

Национальный парк является одним из старейших в Зимбабве, основан как национальный парк Родос Иньянга, по завещанию Сесила Родса. Первоначальные границы парка простирались за пределы плотины Уду, вдоль восточного берега реки Ньянгомбе к северу от нынешней границы парка. Это расширение было продано в 1970-х годах, но участок Уоррендейл, непосредственно за плотиной Уду, был восстановлен к началу 1980-х годов.
Парк почти удвоился в размерах с покупкой в конце 1990-х годов большинства ферм Иньянга и Кварагуза. Эти покупки расширили национальный парк к северу и востоку от горы Ньянгани, включив некоторые важные области горного тропического леса, исток реки Кайрези и водопады Ньяма. Включение фермы Ньязенгу в 2014 году, ранее являвшейся анклавом в пределах парка, завершило формальную защиту горы Ньянгани и верховьев реки Пунгве, хотя Ньязенгу функционировал как частный природный заповедник до 2000 года и как неинкорпорированная земля совета после обозначения и приобретения фермы Ньязенгу в 2000 году.
Нынешнее название Ньянга отражает правильное народное произношение этой местности.

### Археологические, историко-культурные памятники

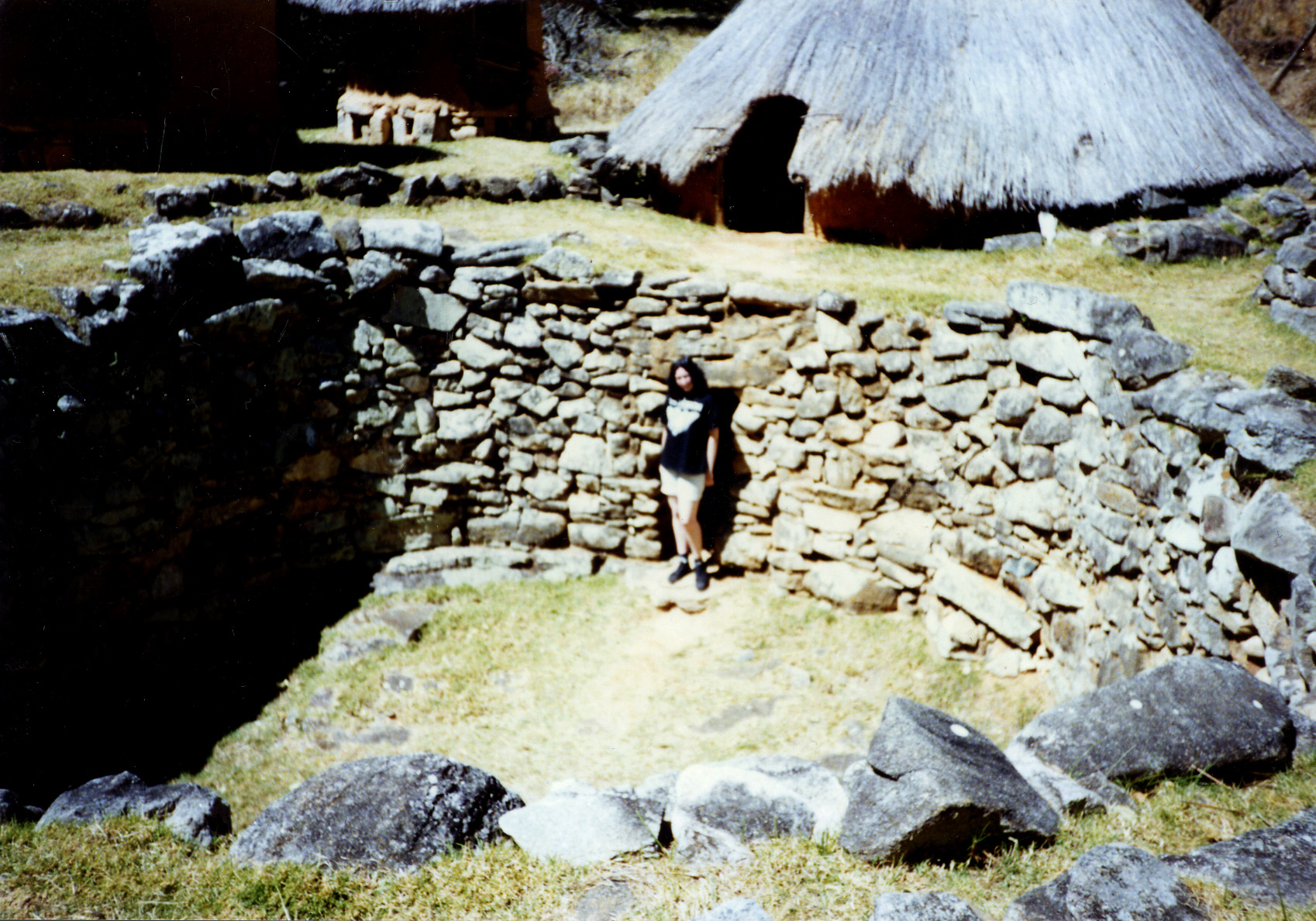
Реконструированная яма возле плотины Родс, вероятно, использовавшаяся в качестве загона для скота.

Руины народа Зива (культура гор) XV-XVII веков были найдены по всей территории Ньянги. Руины включают в себя усадьбы, сосредоточенные вокруг ямных сооружений, которые, как полагают, использовались в качестве загонов для скота, и более крупные поселения на вершинах холмов, называемые фортами. Ямы когда-то назывались ямами для рабов, но эта интерпретация в целом не поддерживается археологами и теперь отклонена. Есть три места, к которым могут легко добраться туристы: Форт Чавомера расположен над рекой Ньянгомбе, на гравийной дороге к северу от штаб-квартиры парка. Помимо форта, есть несколько ямных сооружений. Форт Ньянгве, недалеко от плотины Маре, является самыми обширными и лучше всего сохранившимися руинами в парке. Он находится на вершине небольшого холма с хорошим видом на долину Маре. Рядом со штаб-квартирой парка находится реконструированная яма — усадьба вокруг ямы была перестроена, и на месте был создан музей. Несколько других мест имеют впечатляющие местоположения, такие как форт, который возвышается над слиянием рек Ньянгомбе и Ньяумзива, и небольшой форт на вершине холма к западу от горы Ньянгани. Однако эти два места трудно доступны.
С руинами связаны обширные сельскохозяйственные террасы и ирригационные борозды. Добыча железа практиковалась, в основном для поддержки сложной сельскохозяйственной технологии.
Основные районы парка когда-то были частным поместьем Сесила Родса. Он приобрел его с целью выращивания яблок и разведения овец и провел последние годы своей жизни на своей усадьбе около плотины Родса. Эта усадьба теперь является музеем Родса и отелем Rhodes Nyanga.

## Физическая география

### Флора

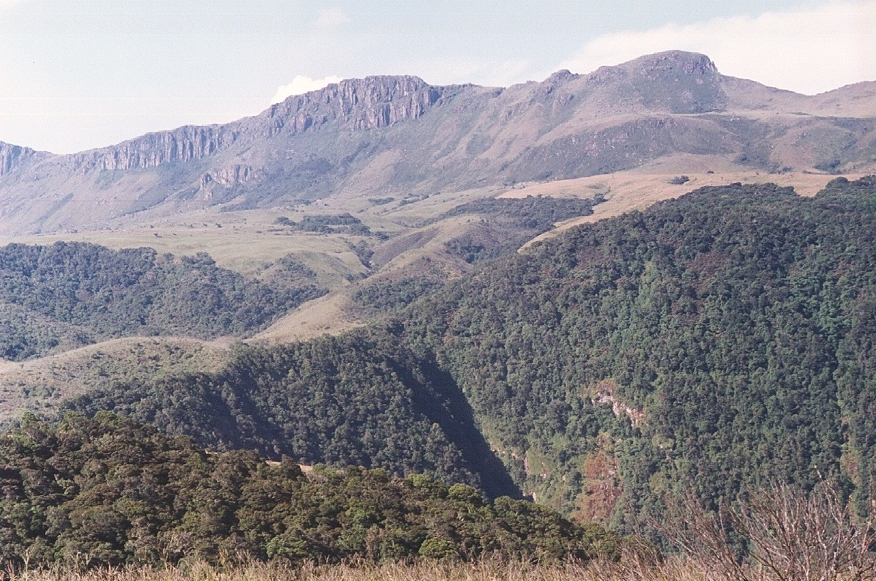
Афромонтанный лес и вересковая пустошь.

Растительность Ньянги является частью горной лесной-травяной мозаики Восточного Зимбабве в пределах экорегиона горных лугов и кустарников. Тропический лес встречается в основном на восточных (подветренных) склонах, а также в более крутых долинах на склонах, обращенных на запад. В нем доминирует сизигиум.
Леса карликового мсаса развились на некоторых склонах, обращенных на запад. Рощи кипариса Муланже выживают в районах, защищенных от пожаров.
Древовидные папоротники являются очень заметной частью флоры Ньянги, при этом обыкновенный древовидный папоротник встречается на пустошах, а лесной древовидный папоротник — в тропических лесах. Алоэ Ньянга, Aloe inyangensis, встречается на возвышенностях.
Чёрная акация, разводимая на плантациях за пределами парка, быстро распространилась в нескольких частях парка. Сосна, посаженная между плотинами Родос и Маре, также распространилась. К 1988 году было подсчитано, что около 40% парка были захвачены этими чужеродными видами. Администрация парка поддерживает непрерывную программу искоренения.

### Фауна

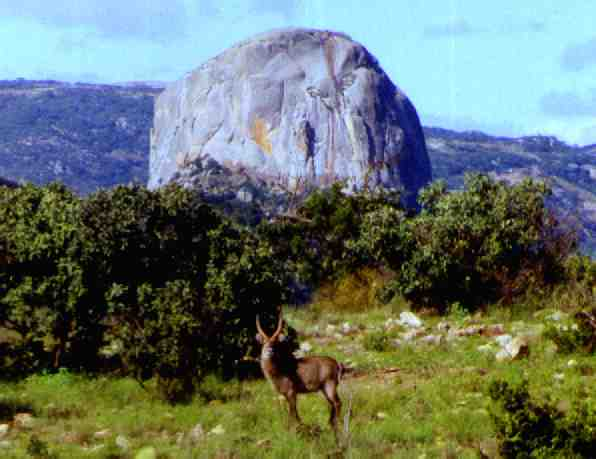
Самец водяного козла в районе Уду.

Список диких животных, составленный за несколько лет, показывает замечательное разнообразие млекопитающих, включая случайные наблюдения за буйволами и львами, которые забредают в регион из низменностей Мозамбика. В парке обитают куду, редунки, клипспрингера и нескольких других антилоп; также присутствуют хищники, включая леопарда и гиену. Африканская бескоготная выдра распространена в верховьях реки Кайрези, на северо-востоке парка.
Парк наиболее известен среди защитников дикой природы своими популяциями голубых дукеров и обезьян саманго. Ни одно из этих животных не встречается за пределами Восточного нагорья. Лягушка реки Иньянгани — находящаяся под угрозой исчезновения амфибия, обитающая в скалистых, быстрых ручьях в горных лугах.
Озеро Гулливер и плотины Маре, Уду, Пурдон и Родос были заселены форелью из инкубаторов, поддерживаемых Департаментом национальных парков. Радужная форель наиболее распространена в плотинах и ручьях парка, но также встречаются ручьевая форель и американская ручьевая форель.

### Рельеф и геология

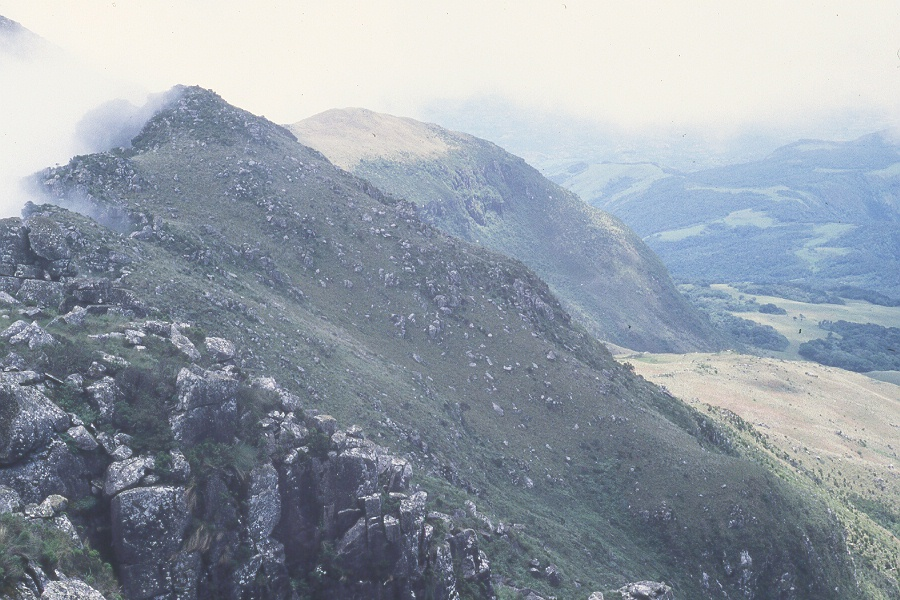
Долериты силла Ньянгани, залегающие над архейским гранитом.

Парк доминирует над горой Иньянгани, которая находится в центре и является самой высокой горой в Зимбабве.
Парк хорошо орошается многочисленными ручьями и реками. Центральная и восточная части парка образуют часть бассейна Замбези. Река Ньянгомбе, притоки которой включают реку Маре и реку Ньямузива, и река Кайрези обе текут на север из парка, в конечном итоге впадая в реку Мазоэ. Река Пунгве берет начало у подножия Ньянгани и течет на юг через парк, прежде чем упасть с высоты 240 м в густо заросшее лесом ущелье Пунгве. Водопады Мутарази, в нескольких километрах к югу от ущелья Пунгве, имеют высоту 762 м и являются самым высоким водопадом Зимбабве; они падают двумя ступенями по гранитным скалам в долину реки Хонде, которая находится за пределами парка и является основным районом посадки чая.
Для отдыха и туристического водоснабжения было построено пять плотин: плотина Родос и плотина Маре на реке Маре, плотины озера Гулливер и Пурдон на притоках реки Маре и плотина Уду на притоке реки Ньянгомбе.
Большая часть национального парка Ньянга залегает гранитом. Самые высокие горы состоят из долерита группы Умкондо и песчаника, причем более твердый долерит образует скалы и хребты, а контакт гранита и долерита часто образует водопады. Долеритовый порог Траутбек, был датирован 1099 миллиона лет назад.

## Размещение и кемпинги

### Лагеря отдыха
В национальном парке Ньянга есть три больших лагеря отдыха, которые состоят из полностью оборудованных домиков с самообслуживанием. Плотина Родос, которая также является штаб-квартирой парка, расположена недалеко от главного входа в сосновом лесу. Плотина Маре находится примерно в восьми километрах к востоку от Родоса, в центре парка и недалеко от трёх плотин для ловли форели и форта Ньянгве. Плотина Уду находится на северо-западе парка, на дороге к водопадам Ньянгомбе.
Также есть два домика в Пунгве-Дрифт, по одному на каждой стороне реки Пунгве, выше по течению от водопадов Пунгве. Раньше у водопадов Ньямузива было изолированное шале, но оно было закрыто в 1970-х годах.

### Места для кемпинга
Кемпинг и караван-парк находятся на реке Маре в полукилометре к западу от плотины Родос, а также второй кемпинг у водопадов Мутарази. Более крупный кемпинг Ньянгомбе на главном шоссе от Мутаре до города Ньянга был закрыт в конце 1990-х годов.

### Частные лагеря и стоянки
На территории парка есть два частных объекта: отель Rhodes на южном берегу плотины Родс, включающий старую усадьбу Сесила Родса, и хижина Mountain Club of Zimbabwe на дороге Кварагуза от горы Ньянгани до Траутбека.

## Туризм

### Достопримечательности

#### Центральная и западная часть
Это самая развитая часть парка, простирающаяся от штаб-квартиры парка в плотине Родс до горы Ньянгани. На территории расположены три лагеря отдыха и пять плотин. Достопримечательности, к которым можно добраться по грунтовым дорогам, поддерживаемым парком, — это водопады Ньянганбе, водопады Ньямузива, гора Ньянгани и два крупнейших археологических памятника: форт Ньянганве и форт Чавомера. На этой территории также находятся основные рекреационные сооружения, такие как пять плотин, зарыбленных для ловли рыбы нахлыстом, и офис пони-троп.

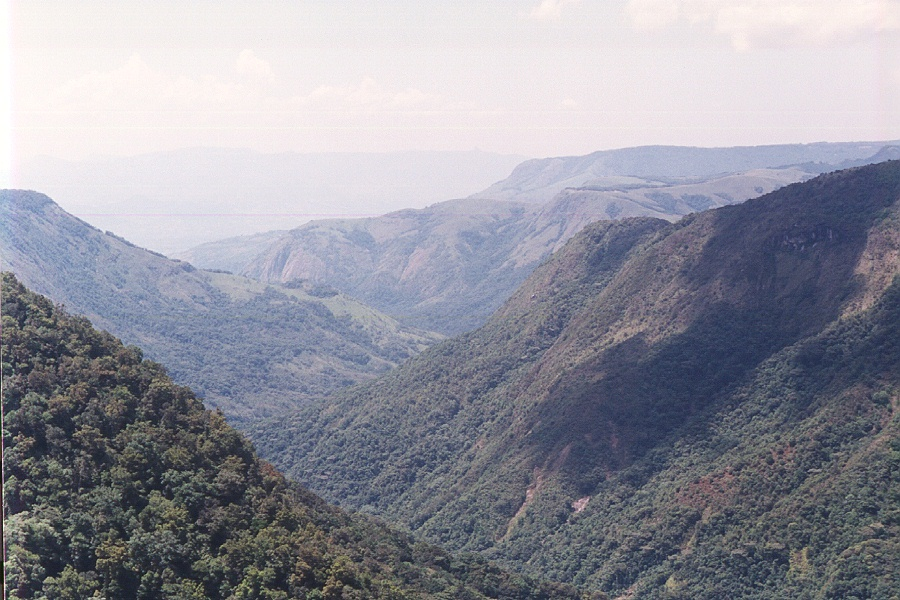
Ущелья Пунгве и Ньязенгу на юге парка.

#### Южная часть
Управляемый с подстанции Pungwe Drift, этот регион менее развит, дороги есть только по окраинам. Доступ из штаб-квартиры парка осуществляется по «живописной», гравийной дороге, которая идёт параллельно шоссе Ньянга-Мутаре. Подстанция Pungwe Drift и домики находятся в конце крутой пыльной дороги, от дороги Secenic. Pungwe View, с которой можно увидеть водопады Пунгве и ущелье Пунгве, находится на краю живописной дороги. Дальше на юг находится водопад Мутарази — самый высокий водопад в Зимбабве, до которого также можно добраться на большинстве транспортных средств.

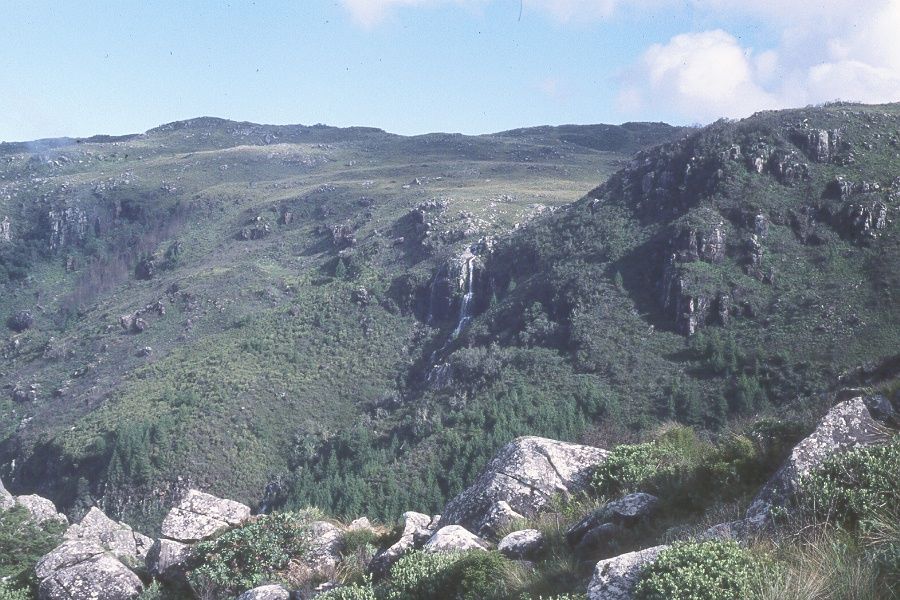
Редко посещаемый водопад Ньяма на северо-восточной стороне горы Ньянгани.

Для доступа к водопадам Томберутедза требуется полный привод, а в густой тропический лес ущелья Пунгве можно добраться только пешком. Существует полноприводная трасса, которая соединяет Pungwe Drift с горой Иньянгани через район Ньязенгу.

#### Восточная часть
Земля к востоку от горы Ньянгани была добавлена к парку в конце 1990-х годов и управляется с подстанции Донджера (Глениглс) на бывшем поместье Иньянга Блок. Территория включает восточные склоны горы Ньянгани, горы Литл-Ньянгани и Матака, а также долины Кайрези и Ньяма. Большая часть низменной земли покрыта лесами из сосны и голубого эвкалипта.
Дорога доступна от горы Ньянгани по дороге Глениглс или от Траутбека через Ньяфару. Для этого требуется специальное разрешение от штаб-квартиры парка, так как дороги закрыты.

### Путешествия
От Мутаре и Русапе до деревни Ньянга есть асфальтированные дороги. Главная дорога в город Ньянга проходит через парк сразу после Джулиасдейла.
Хотя здесь нет укрытий для наблюдения за дикими животными, и Ньянга не является в первую очередь парком для сафари, здесь можно увидеть множество диких животных, особенно в центральной и западной частях парка.

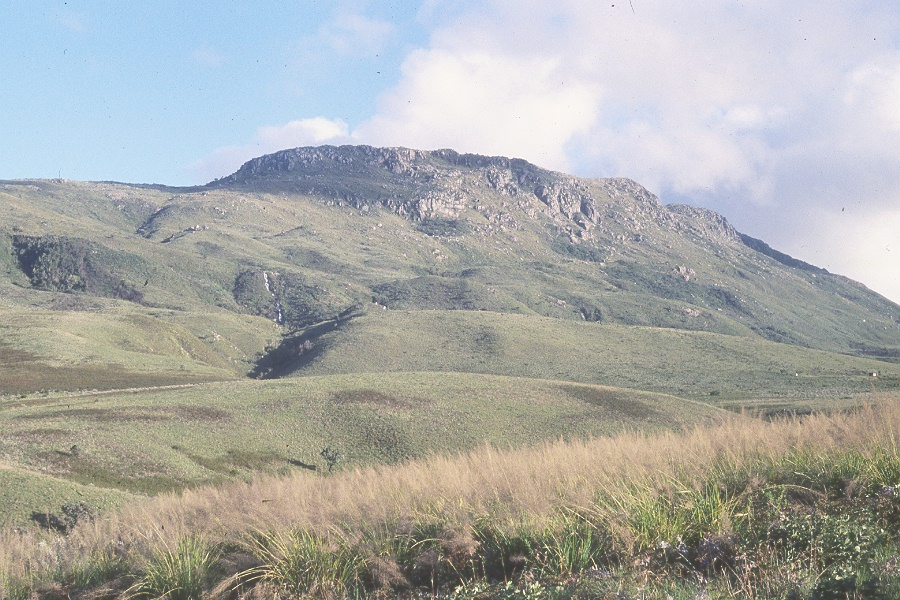
Гора Ньянгани с запада. Главный пешеходный маршрут, «Туристическая тропа», начинается у здания справа и поднимается слева от вершинного плато на горизонте.

Множество пешеходных троп ведут к большинству водопадов и многим руинам, а также вдоль рек и гор в парке.
Основной маршрут на гору Ньянгани — это поход, с которого открывается вид на парк, большую часть округа Ньянгана и далее в Мозамбик.
Короткие маршруты для верховой езды доступны вокруг форта Ньянгве, экспериментальной фруктовой станции и плотины Маре, а также более длинные маршруты в Уоррендейл, за плотиной Уду.[2] Маршруты начинаются и заканчиваются в офисе Pony Trails, на гравийной дороге от штаб-квартиры парка до плотины Маре.

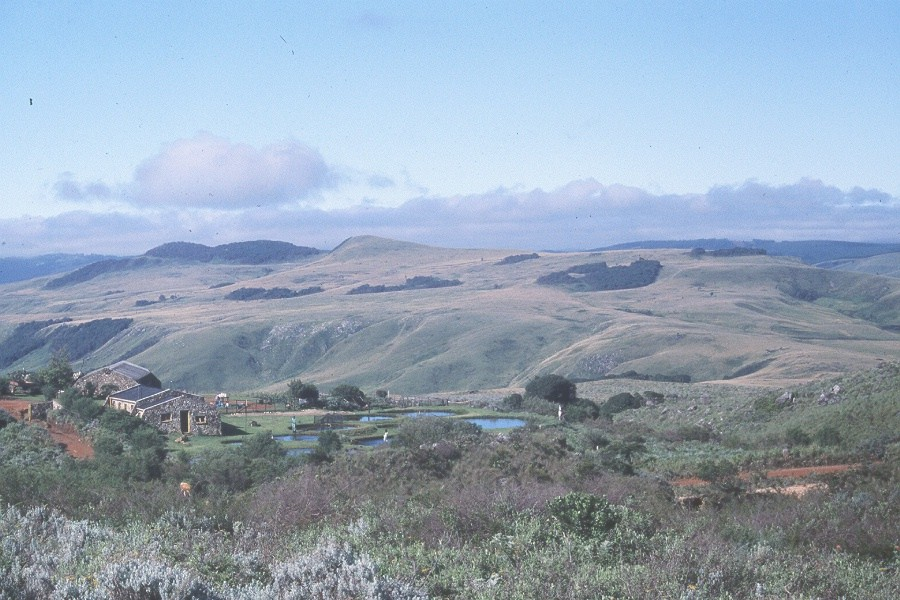
Форелевая ферма Ньязенгу. Плотины и реки национального парка Ньянга в которых разводят форель.

В пяти плотинах и реки Кайирези, Маре, Ньямузива, Ньянгомбе и Пунгве разведена Микижа. Кумжа и американская палия водятся только в озере Гулливер и плотине Пурдон. В стоимость входа в парк входит лицензия на рыбалку, действительная для всех открытых для рыбалки водоемов, за исключением озера Гулливер и плотины Пурдон, для которых необходима отдельная лицензия. Рыбалка ограничена определенным временем года.
В отличие от остальной части Зимбабве, реки в парке свободны от шистосомоза. На реке Ньянгомбе, недалеко от штаб-квартиры парка, есть естественный бассейн, а на реке Уду ниже плотины Уду — плотина для плавания.
Водопад Мутарази — самый высокий водопад в Зимбабве и второй по высоте на континенте. Посетители могут оставить свои автомобили на парковке и совершить короткую прогулку к краю уступа, чтобы полюбоваться видом на водопады и долину Хонде, расположенную примерно в 800 метрах ниже.
Все пять плотин парка подходят для катания на лодках, а лодки можно взять напрокат на плотинах Родос, Маре и Уду.

## Внешние ссылки
- Park web site
- Parks and Wildlife Management Authority